# کالب پترسون سول
کالب پترسون سول (انگلیسی: Caleb Patterson-Sewell؛ زادهٔ ۲۰ مهٔ ۱۹۸۷) بازیکن فوتبال اهل استرالیا است.
از باشگاه‌هایی که در آن بازی کرده‌است می‌توان به باشگاه فوتبال ویتوریا ستوبال، باشگاه فوتبال شفیلد ونزدی، باشگاه فوتبال لیورپول، باشگاه فوتبال نیویورک رد بولز، و باشگاه فوتبال نیویورک رد بولز، و باشگاه فوتبال ژیل ویسنته اشاره کرد.